# Virgen encontrada

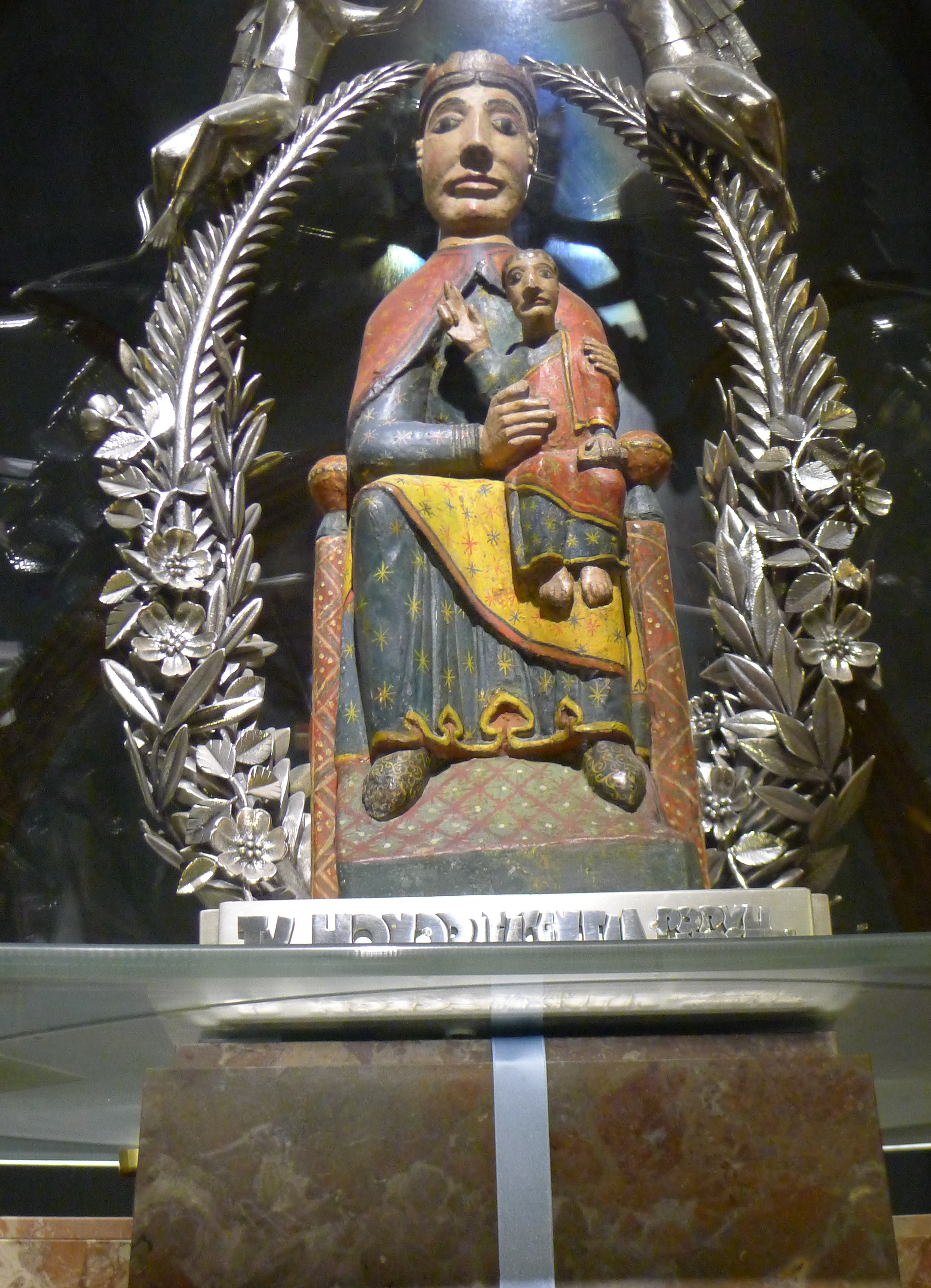
Virgen de Nuria.

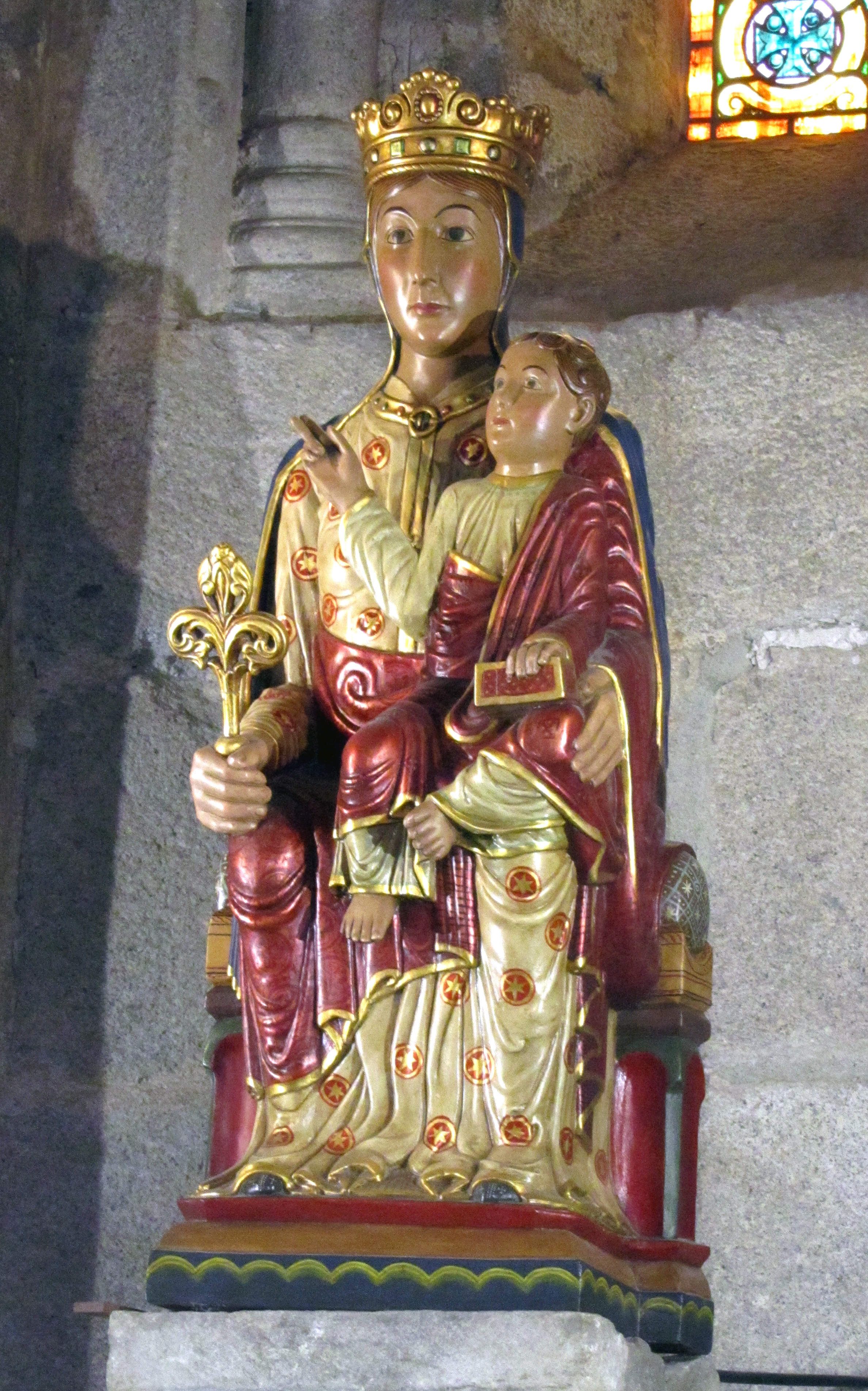
Virgen de Urgel.

Una virgen encontrada es una figura de la Virgen que, según las leyendas catalanas y valencianas popularizadas durante los siglos XV y XVII, habían escondido antes de la invasión musulmana siendo recuperadas más adelante en medio de prodigios por pastores o ermitaños.
Estas figuras, en general esculturas en talla de madera policromada, son muy típicas en Cataluña. De estilo típicamente románico o del románico tardío y creadas fundamentalmente a partir de finales del siglo XII, son concebidas para ser vistas frontalmente y presentan un marcado hieratismo, propio de este estilo; la Virgen suele aparecer sentada, ricamente vestida y coronada, con el Niño Jesús sentado en las rodillas. Su aparición coincide con la de la Coronación de la Virgen por parte de la Iglesia. Casi todas las iglesias tenían una.

## Ejemplos
Son un claro ejemplo de virgen encontrada la Virgen de Montserrat, la Virgen de Queralt, la Virgen de Puigcerver, la Virgen de la Roca y la Virgen de Urgel. De la de Montserrat, la más conocida, se dice que unos niños pastores encontraron la imagen en una cueva. La Virgen de Puigcerver, dice la leyenda que fue encontrada dentro de una serbal en la montaña que lleva su nombre, gracias a unos rayos de luz en la noche. La Virgen de Urgel es conocida como Virgen de Andorra para que según la leyenda fue escondida en Andorra durante la invasión de los sarracenos. También cabe destacar la Virgen de Nuria y la Virgen de Meritxell, patrona de Andorra. En la Comunidad Valenciana, son muy veneradas la Virgen del Avellà en Catí, la del Ortisella en Benafigos, la de la Balma en Zorita del Maestrazgo o la Virgen de Vallivana en Morella.

## Celebraciones
La celebración de la fiesta de las diferentes vírgenes encontradas suelen darse el 8 de septiembre, día de la Virgen en septiembre, y este día se hacen encuentros, romerías y procesiones en los muchos santuarios de la virgen encontrada que hay en Cataluña. También hay lugares donde este día celebran su fiesta mayor, como en Olot con las fiestas de la Virgen del Tura, la fiesta mayor de la Virgen de la Sierra en Montblanch y la fiesta mayor de la Virgen del Claustro en Solsona. En la Comunidad Valenciana, entre otras, se celebran la Virgen de la Salud de Algemesí, la Virgen del Don de Alfafar y la Virgen de Campanar.